# Bitva u Bratislavy
Bitva u Bratislavy (Brezalausburgu) se odehrála 4. července 907 mezi vojsky Starých Maďarů pod velením Dursaka, Bogata a snad i Arpáda a vojsky Bavorského vévodství pod vedením východofranského krále Ludvíka IV. a bavorského markrabího Luitpolda, který v bitvě zahynul. Bavorská vojska utrpěla katastrofální porážku; německý historik Johannes Aventinus uvádí, že zahynul výkvět bavorské šlechty, mezi padlými byli také salcburský arcibiskup Theotmar, biskupové Zachariáš ze Säben a Udo z Freisingu a tři opati.
Východofranská říše následkem bitvy přišla o nadvládu nad Panonskou markou, kterou získala zpět až v roce 955 po bitvě na Lechu. Podle Salcburských letopisů došlo k bitvě u místa zvaného Brezalauspurc, které se dnes nejčastěji ztotožňuje s Bratislavou, méně často s Blatnohradem.
Protože se primární prameny nezmiňují o účasti rozpadající se Velkomoravské říše, na jejímž území se bojovalo, udává se často rok 907 jako rok jejího politického zániku. Král Ludvík IV. v roce 901 uzavřel s jejím posledním známým vladařem Mojmírem II. mír a někteří autoři proto předpokládají možnou účast velkomoravských bojovníků na straně Bavorů.
O vítězství Maďarů nad Bavory se zmiňují letopisy Alamanské, Santgallenské, Hildesheimské, Admuntské, Solnohradské, Švábská kronika a také pokračovatel Reginona z Prümu Heriman z Reichenau. Ze všech těchto pramenů je patrná neúčast Moravanů, neboť nešlo o jejich zájmy, protože v bitvě šlo Bavorům o znovuzískání ztracených oblastí Panonie a Maďarům naopak o jejich uhájení. 